# Rojneativka, Tomașpil
Rojneativka (în ucraineană Рожнятівка) este o comună în raionul Tomașpil, regiunea Vinnița, Ucraina, formată numai din satul de reședință.

## Demografie
Componența lingvistică a satului Rojneativka
     Ucraineană (98,94%)
     Alte limbi (0,86%)
Conform recensământului din 2001, majoritatea populației satului Rojneativka era vorbitoare de ucraineană (98,94%), existând în minoritate și vorbitori de alte limbi.